# Finlandia all'Eurovision Song Contest 2010
La Finlandia ha scelto la sua canzone per l'Eurovision Song Contest 2010 attraverso il Laulukilpailu, uno show organizzato in quattro serate, tre semifinali ed una finale. Il nuovo sistema di selezione finlandese, il Laulukilpailu, ha sostanzialmente le stesse caratteristiche dell'Euroviisut, utilizzato in passato.
I vincitori del Laulukilpailu sono risultati essere i Kuunkuiskaajat, con una canzone folk lappone, Työlki ellää.

## Partecipanti alLaulukilpailu

### Selezione via internet
Per la prima volta, YLE ha deciso di lasciare al pubblico finlandese la possibilità di scegliere tre canzoni attraverso una selezione via internet. Tra i partecipanti alla selezione, il più conosciuto in ambito eurovisivo era Geir Rönnig, rappresentante della Finlandia nel 2005 con la canzone Why?
I tre vincitori del round preliminare di selezione via internet sono stati:
| Artista        | Canzone                   | Testo (t) / Musica (m)                       |
| -------------- | ------------------------- | -------------------------------------------- |
| Bääbs          | "You Don't Know Tomorrow" | Riku Kärkkäinen (m & t), Tommi Forsström (m) |
| Sister Twister | "Love At The First Sight" | Elin Blom (m & t), Jonas Olsson (m)          |
| Linn Nygård    | "Fatal Moment"            | Sebastian Holmgård (m & t), Linn Nygård (t)  |

### Prima semifinale
| Ord. | Artista                | Canzone                        | Testo (t) / Musica (m)                           | Risultato |
| ---- | ---------------------- | ------------------------------ | ------------------------------------------------ | --------- |
| 1    | Amadeus Lundberg       | "Anastacia"                    | Risto Asikainen, Ilkka Vainio                    | Finale    |
| 2    | Nina Lassander         | "Cider Hill"                   | Janne Hyöty, Paul Oxley                          | Finale    |
| 3    | Bääbs                  | "You Don't Know Tomorrow"      | Riku Kärkkäinen (m & t), Tommi Forsström (m)     | Eliminato |
| 4    | Boys of the Band (BOB) | "America (I Think I Love You)" | Kimmo Blom                                       | Eliminato |
| 5    | Pentti Hietanen        | "Il mondo è qui"               | Lasse Heikkilä, Petri Kaivanto, Stefano de Sando | Finale    |

### Seconda semifinale
| Ord. | Artista        | Canzone                   | Testo (t) / Musica (m)                 | Risultato |
| ---- | -------------- | ------------------------- | -------------------------------------- | --------- |
| 1    | Antti Kleemola | "Sun puolella"            | Antti Kleemola, Mikko Karjalainen      | Finale    |
| 2    | Heli Kajo      | "Annankadun kulmassa"     | Heli Kajo                              | Finale    |
| 3    | Monday         | "Play"                    | Tuomas "Gary" Keskinen, Salla Lehtinen | Eliminato |
| 4    | Sister Twister | "Love At The First Sight" | Elin Blom (m & t), Jonas Olsson (m)    | Finale    |
| 5    | Veeti Kallio   | "Kerro mulle rakkaudesta" | Veeti Kallio, Pekka Ruuska             | Eliminato |

### Terza semifinale
| Ord. | Artista        | Canzone            | Testo (t) / Musica (m)                      | Risultato |
| ---- | -------------- | ------------------ | ------------------------------------------- | --------- |
| 1    | Eläkeläiset    | "Hulluna humpasta" | Kristian Voutilainen, Onni Waris            | Finale    |
| 2    | Kuunkuiskaajat | "Työlki ellää"     | Timo Kiiskinen                              | Finale    |
| 3    | Linn Nygård    | "Fatal Moment"     | Sebastian Holmgård (m & t), Linn Nygård (t) | Finale    |
| 4    | Maria Lund     | "Sydän ymmärtää"   | Valtteri Tynkkynen, Maria Lund, Heikki Salo | Wildcard  |
| 5    | Osmo Ikonen    | "Heaven or Hell"   | Osmo Ikonen                                 | Eliminato |

### Finale

#### Primo round
| Ord. | Artista          | Canzone                   | Testo (t) / Musica (m)                           | Risultato   |
| ---- | ---------------- | ------------------------- | ------------------------------------------------ | ----------- |
| 1    | Maria Lund       | "Sydän ymmärtää"          | Valtteri Tynkkynen, Maria Lund, Heikki Salo      |             |
| 2    | Antti Kleemola   | "Sun puolella"            | Antti Kleemola, Mikko Karjalainen                |             |
| 3    | Linn Nygård      | "Fatal Moment"            | Sebastian Holmgård (m & t), Linn Nygård (t)      |             |
| 4    | Pentti Hietanen  | "Il mondo è qui"          | Lasse Heikkilä, Petri Kaivanto, Stefano de Sando |             |
| 5    | Heli Kajo        | "Annankadun kulmassa"     | Heli Kajo                                        |             |
| 6    | Nina Lassander   | "Cider Hill"              | Janne Hyöty, Paul Oxley                          | Gran Finale |
| 7    | Amadeus Lundberg | "Anastacia"               | Risto Asikainen, Ilkka Vainio                    |             |
| 8    | Sister Twister   | "Love At The First Sight" | Elin Blom (m & t), Jonas Olsson (m)              |             |
| 9    | Eläkeläiset      | "Hulluna humpasta"        | Kristian Voutilainen, Onni Waris                 | Gran Finale |
| 10   | Kuunkuiskaajat   | "Työlki ellää"            | Timo Kiiskinen'                                  | Gran Finale |

#### Gran Finale
| Artista        | Canzone            | Testo (t) / Musica (m)           | Televoto | Posizione |
| -------------- | ------------------ | -------------------------------- | -------- | --------- |
| Nina Lassander | "Cider Hill"       | Janne Hyöty, Paul Oxley          | 37.8%    | 2°        |
| Eläkeläiset    | "Hulluna humpasta" | Kristian Voutilainen, Onni Waris | 20.2%    | 3°        |
| Kuunkuiskaajat | "Työlki ellää"     | Timo Kiiskinen                   | 42.0%    | 1°        |

## All'Eurovision Song Contest

### Voto

#### Punti assegnati alla Finlandia
| 12 | 10        | 8                   | 7                             | 6                    |
| -- | --------- | ------------------- | ----------------------------- | -------------------- |
|    | - Estonia |                     | - Bielorussia - Belgio        | - Islanda - Lettonia |
| 5  | 4         | 3                   | 2                             | 1                    |
|    |           | - Germania - Russia | - Malta - Slovacchia - Spagna | - Polonia            |

#### Punti assegnati dalla Finlandia
| Punti | Paese      |
| ----- | ---------- |
| 12    | Estonia    |
| 10    | Belgio     |
| 8     | Grecia     |
| 7     | Islanda    |
| 6     | Portogallo |
| 5     | Lettonia   |
| 4     | Albania    |
| 3     | Russia     |
| 2     | Slovacchia |
| 1     | Malta      |

| Punti | Paese     |
| ----- | --------- |
| 12    | Germania  |
| 10    | Israele   |
| 8     | Francia   |
| 7     | Grecia    |
| 6     | Belgio    |
| 5     | Islanda   |
| 4     | Spagna    |
| 3     | Turchia   |
| 2     | Danimarca |
| 1     | Irlanda   |